# Henrik Kromann Toft
Henrik Kromann Toft (* 11. Juli 1968 in Aalborg, Nordjütland) ist ein dänischer Bogenschütze.
Toft trat bei zwei Olympischen Spielen an. 1988 in Seoul wurde er im Einzel 23. und mit der dänischen Mannschaft 11. Bei den Spielen 1992 belegte er im Einzel den Platz 27 und im Team den Platz 12.
Er startete für Aalborg Bueskyttelaug.
Später arbeitete er im NOK Dänemarks als Teamchef der Bogenschützen.